# In natura
In natura (lat.  = u prirodi) je izraz koji opisuje promatranja u vanlaboratorijskim uvjetima okoline, za razliku od in vivo  i ex vivo eksperimenata.  In vivo  se ostvaruju na netaknutim organizmima ili stanicama, a   ex vivo  na kultiviranim stanicama i tkivima, izoliranim iz višestaničnih organizama.
In natura  proučavanja se također označavaju kao istraživanja u divljini ili terenska istraživanja. U ovakvim studijama se organiziraju i globalni, regionalni i lokalni projekti za popis, zaštitu i očuvanje ugroženih, rijetkih i ostalih vrsta organizama.